# Justin Gabriel
Paul Lloyd Jr. (* 3. März 1981 in Kapstadt, Südafrika), besser bekannt unter seinem Ringnamen Justin Gabriel und PJ Black, ist ein südafrikanischer Wrestler. Er stand bis Januar 2015 bei der WWE unter Vertrag und trat in deren Wrestlingshows auf. Anschließend wechselte er zur Fernsehserie Lucha Underground. Sein bisher größten Erfolge war der dreifache Erhalt der WWE Tag Team Championship

## Wrestling-Karriere

### Anfänge
Lloyd wurde von seinem Vater Paul Lloyd Sr., einem Ringer und Promoter, trainiert. Sein Debüt mache Lloyd 1997, als PJ Black, im Alter von 16 Jahren. Zusammen mit Ray Leppan bildete er das Tag Team Pure Juice.
2002 ging Lloyd nach Großbritannien, wo er in der FWA Academy unter Alex Shane und Mark Sloan trainierte. 2004 debütierte Lloyd in der FWA (Frontier Wrestling Alliance). Bis ins Jahr 2006 trat Lloyd bei verschiedenen Independent Promotions im Vereinigten Königreich (z. B. International Pro Wrestling United Kingdom) auf.
2006 kehrte er nach Südafrika zurück und trat bei der WWP (World Wrestling Professionals) auf. Bei der WWP gewann Lloyd seinen ersten Titel, die WWP World Cruiserweight Championship.  Seine bekanntesten Fehden während seiner Zeit in der WWP waren gegen Tornado, Dameon Herzog, Mikey Whiplash und Joe E. Legend.

### World Wrestling Entertainment (2008–2015)

#### Florida Championship Wrestling (2008–2010)
Im Jahr 2008 unterzeichnete Lloyd einen Entwicklungsvertrag mit der WWE. Lloyd ist der erste südafrikanische Wrestler in der Geschichte der WWE. In der WWE wurde er zuerst bei Florida Championship Wrestling (FCW) eingesetzt, wo er im Frühjahr 2009 debütierte. Bei FCW trat er zunächst, wie in Südafrika und Großbritannien auch, als PJ Black, dann als Paul Lloyd und schließlich als Justin Angel auf.

#### The Nexus und The Corre (2010–2011)
Am 2. März 2010 debütierte er im WWE TV unter dem Namen Justin Gabriel in der ersten Staffel der Show WWE NXT, wo er zusammen mit seinem Mentor Matt Hardy gegen Skip Sheffield und William Regal sein erstes Match gewann. Lloyd schaffte es bis ins Finale, wurde dort jedoch als erster eliminiert und belegte so den dritten Platz.

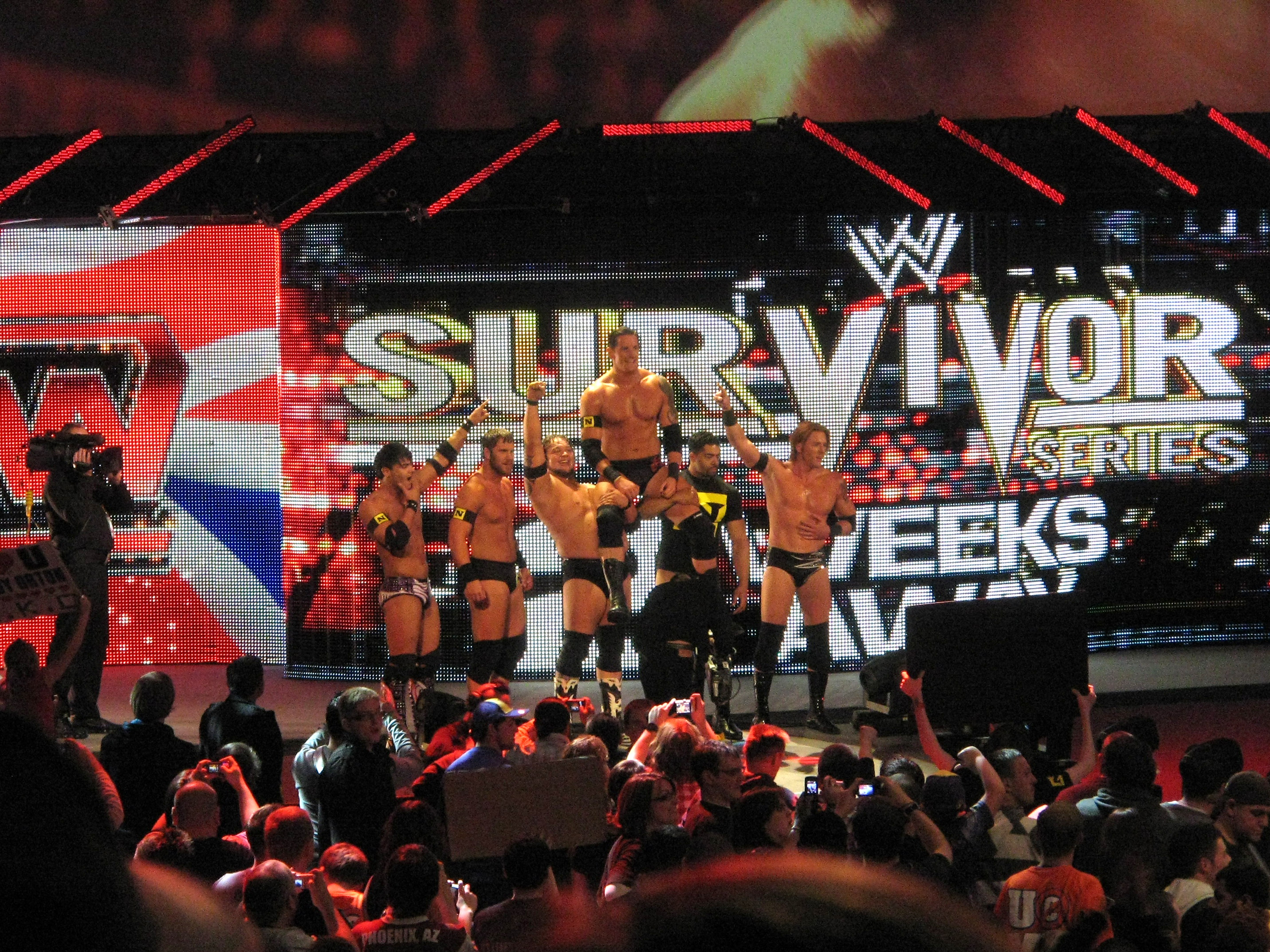
The Nexus bei Raw im Jahr 2010.

Ab dem 7. Juni 2010 war Lloyd Teil des RAW-Rosters und debütierte mit allen Teilnehmern der ersten Staffel von NXT im Stable The Nexus, die am selben Abend im Match zwischen John Cena und CM Punk eingriffen. Im Verlauf dessen wurde er Teil von Storylines, die eine Fehde zwischen Nexus und einigen WWE-Wrestlern, vor allem John Cena, beinhaltete. Bei der RAW-Ausgabe vom 25. Oktober 2010 konnte Lloyd zusammen mit seinem Stablekameraden Heath Slater den WWE Tag Team Championship gewinnen.
Nachdem Nexus-Anführer Wade Barrett das Stable verließ und CM Punk neuer Anführer wurde, folgten Lloyd und Heath Slater Barrett zu SmackDown. Dort bildete Lloyd zusammen mit Wade Barrett, Heath Slater und Ezekiel Jackson bis Juni 2011 das Stable The Corre.
Am 20. Februar 2011, bei der Großveranstaltung Elimination Chamber, gewann Lloyd mit Heath Slater zum zweiten Mal die WWE Tag Team Championship. Am nächsten Tag verloren sie jedoch den Titel bei Raw an John Cena und The Miz, konnten sich aber die Titel wenige Augenblicke später in einem Re-Match zurückholen. Am 19. April 2011 verloren sie den Titel an Kane und Big Show.

#### Letzte Fehden und Entlassung (2011–2015)
Der Wrestling Observer Newsletter berichtete am 24. Januar 2015, dass Lloyd die WWE verlassen hatte. WWE bestätigte offiziell seine Entlassung am 25. Januar 2015.

### Total Nonstop Action Wrestling (2015)
Nach seiner WWE Karriere wurde er Teil des GFW Roster. Er nahm an der Storyline zwischen TNA und GFW teil, als das GFW-Roster, angeführt von Jeff Jarrett versuchte TNA zu übernehmen. Als Jeff Jarrett im Zuge der Storyline den TNA King of the Mountain Championship gewann und ihn nach 29 Tage am 27. Juli 2015 abgab, gewann PJ Black gegen Chris Masters, Eric Young, Lashley und Robbie E in einem King of the Montain Match und holte sich den TNA King of the Mountain Championship. Den Titel verlor er einen Tag später an Bobby Roode. Das war auch sein letzter Auftritt bei TNA, da die Storyline einige Wochen beendet war. Am 10. Oktober 2015 gewann er ein Turnier und krönte sich zum ersten GFW NEXGEN Champion. Den GFW NEXGEN Championship verlor er am 27. November 2015 an Sonjay Dutt.

## Wrestling-Erfolge
- World Wrestling Entertainment

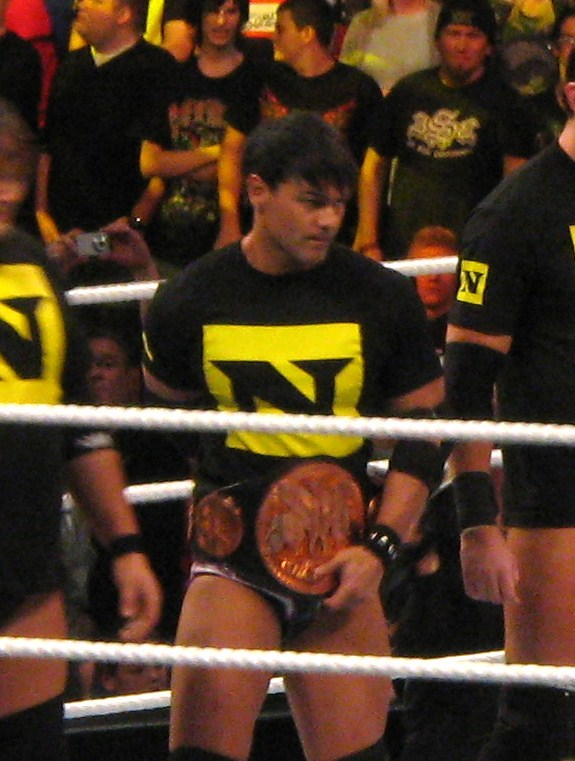
WWE Tag Team Champion Gabriel als Mitglied der Nexus.

  - WWE Tag Team Championship (3× mit Heath Slater)

- Total Nonstop Action Wrestling
  - TNA King of the Mountain Championship (1×)
  - King of the Mountain (2015)

- Florida Championship Wrestling
  - FCW Florida Heavyweight Championship (1×)
  - FCW Florida Tag Team Championship (1× mit Kris Logan)

- Global Force Wrestling
  - GFW NEX*GEN Championship (1×)

- Lucha Underground
  - Lucha Underground Trios Championship (1× mit Jack Evans und Johnny Mundo)

- World Wrestling Professionals
  - WWP World Cruiserweight Championship (1×)

- Destiny World Wrestling (DWW)
  - DWW Championship (1×)

- German Wrestling Federation
  - GWF Berlin Championship (1×)[1]